# Улыколь (озеро, Узункольский район)
Улыколь (каз. Ұлыкөл) — озеро в Узункольском районе Костанайской области Казахстана. Находится в 6 км к северу от села Ершовка.
По данным топографической съёмки 1944 года, площадь поверхности озера составляет 2,86 км². Наибольшая длина озера — 2,1 км, наибольшая ширина — 1,9 км. Длина береговой линии составляет 6,1 км, развитие береговой линии — 1,01. Озеро расположено на высоте 168 м над уровнем моря.